# Parc du Président
« Parc Lafayette » redirige ici. Pour les autres significations, voir Lafayette.
Le parc du Président (en anglais, President's Park) est un parc situé au centre de Washington aux États-Unis. Il comprend la Maison-Blanche et ses jardins, un centre pour visiteurs, le parc Lafayette et l'Ellipse, ces deux derniers sites étant ouverts au public. Il est coupé au nord par la Pennsylvania Avenue, séparant le parc Lafayette de la Maison-Blanche et donne au sud sur le Washington Monument. Le parc est géré par le National Park Service.

## Maison-Blanche
Le complexe de la Maison-Blanche est situé au 1600 Pennsylvania Avenue, NW. il comprend :
- L’Executive Residence, le bâtiment historique et résidence officielle du président des États-Unis. La résidence est ouverte au public pour des visites de groupes réservées. Des demandes pour de telles visites doivent être soumises par un membre du Congrès et accepté un à six mois à l'avance.
- L'aile Ouest (West Wing), les bureaux du Président et de son équipe. L'aile Ouest est fermée au public.
- L'aile Est (East Wing), avec le bureau de la First Lady, le secrétariat social de la Maison-Blanche et d'autres équipes. L'aile Est est également fermée au public.
- Les jardins de la Maison-Blanche dont la pelouse Sud (South Lawn), la roseraie de la Maison-Blanche, le jardin Jacqueline Kennedy et la pelouse Nord (North Lawn). Les jardins sont ouverts au public par des visites organisées à certaines périodes de l'année, sur rendez vous via un membre du Congrès.

## LeVisitor Centerde la Maison-Blanche

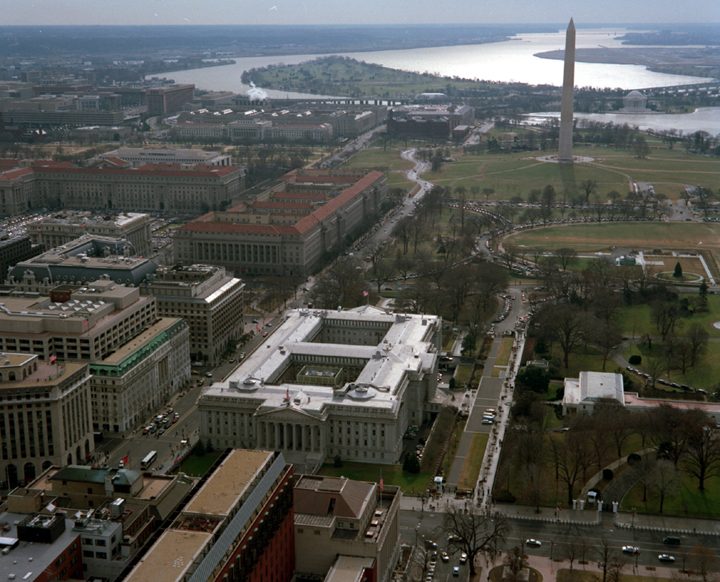
Vue partielle du parc, avec au premier plan à droite, le parc Lafayette, devant lequel passe la Pennsylvania Avenue qui le sépare des jardins nord de la Maison-Blanche (on aperçoit son aile orientale, toit gris et rouge) puis l'Ellipse et en arrière-plan, l'obélisque du Washington Monument et le Potomac.

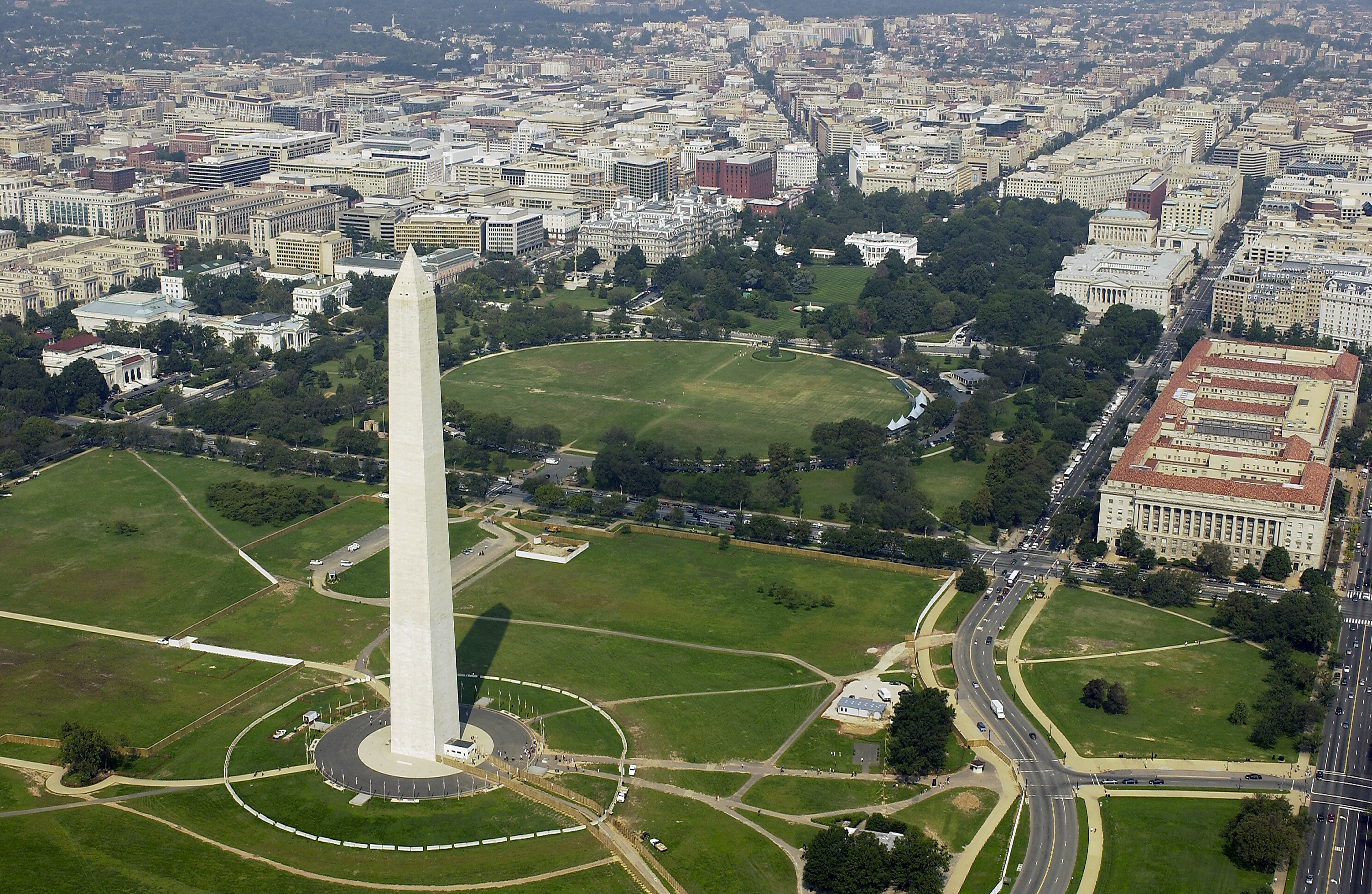
Vue du Washington Monument avec derrière l'Ellipse puis la pelouse sud de la Maison-Blanche.

Il est situé au nord du Herbert C. Hoover Building (siège du département du Commerce des États-Unis entre la 14e rue et Pennsylvania Avenue). Le Visitor Center sert de point de départ pour ceux qui ont réservé une visite de la Maison-Blanche. Il abrite aussi plusieurs expositions ouvertes au public sur la Maison-Blanche dont six permanentes avec pour thème : les familles présidentielles, symboles et images, architecture de la Maison-Blanche, les intérieurs de la Maison-Blanche, la Maison-Blanche au travail et cérémonies et célébrations. D'autres expositions varient au cours de l'année.

## Parc Lafayette

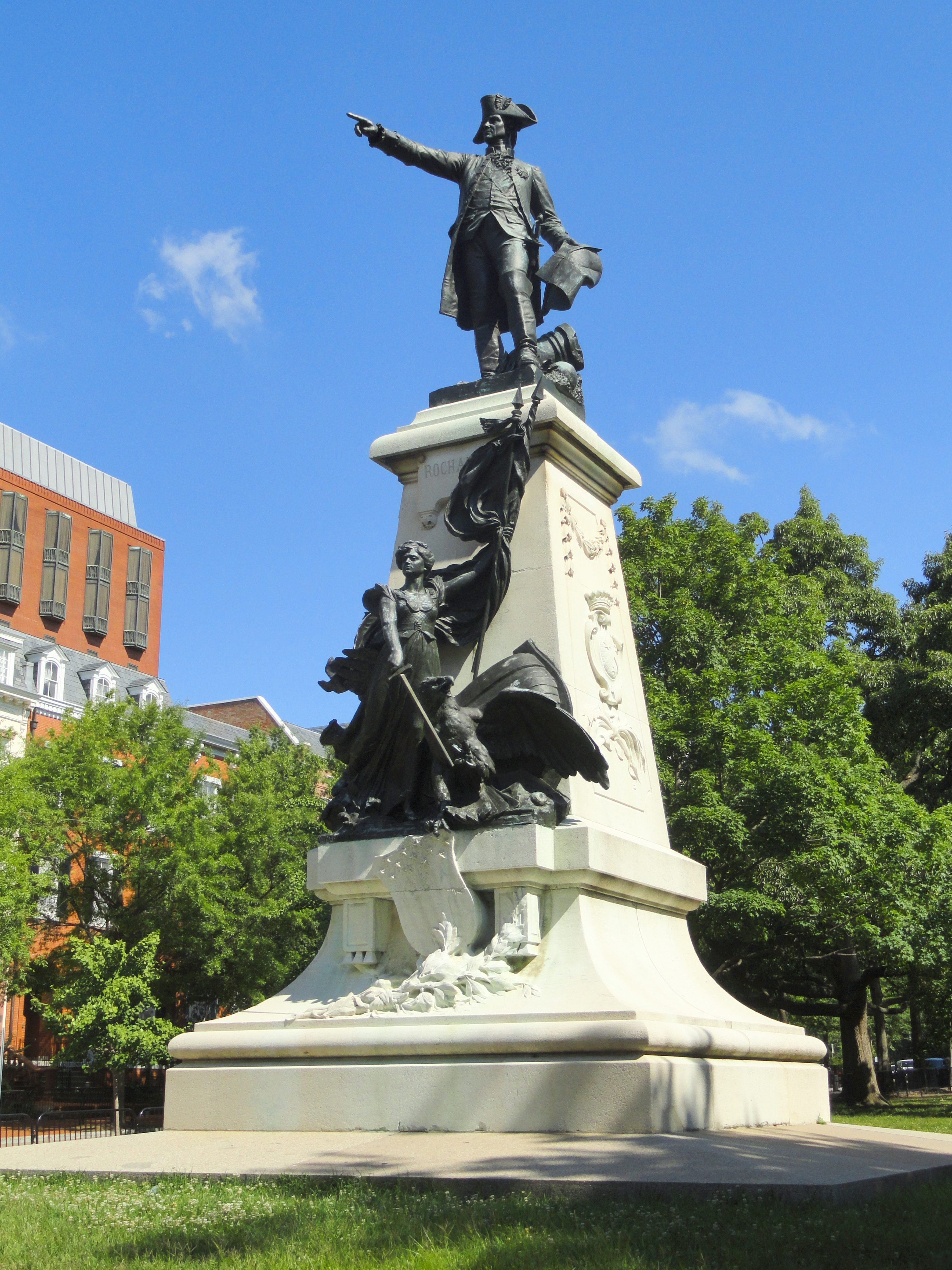
Statue du comte de Rochambeau.

C'est un parc public de 30 000 m2 public situé directement au nord de la Maison-Blanche sur H. Street. Il est bordé par la Jackson Place à l'ouest, Madison Place à l'est et Pennsylvania Avenue NW au sud. Le parc et les structures environnantes ont été déclarés comme un National Historic Landmark District en 1970. Prévu comme espace de loisirs autour de l'Executive Mansion, ce parc était à l'origine appelé « President's Park » ce qui est maintenant le nom de l'ensemble du domaine géré par le National Park.
Le parc fut séparé de la Maison-Blanche en 1804, quand le président Thomas Jefferson fit percer la Pennsylvania Avenue. En 1824, le parc fut officiellement renommé en l'honneur du marquis français Gilbert du Motier de La Fayette, qui avait combattu lors de la guerre d'Indépendance.
Le parc Lafayette fut utilisé comme champ de course, cimetière, zoo, marché aux esclaves, campement pour soldats lors de la guerre de 1812 et plusieurs manifestations de protestations ou de célébrations. Andrew Jackson Downing dessina le parc en 1851 dans un style pittoresque. Le plan actuel, avec ses cinq grandes statues datent des années 1930. Au centre se trouve la statue équestre du président Andrew Jackson, réalisé par Clark Mills en 1853. Aux quatre coins du parc, sont érigées des statues de héros étrangers de la guerre d'Indépendance américaine : le marquis de Lafayette et le comte de Rochambeau pour la France, le général Kościuszko pour la Pologne et le baron von Steuben pour la Prusse.
Concepcion Picciotto, une Américaine d'origine espagnole a vécu dans le square Lafayette face à la Maison-Blanche du 1er août 1981 jusqu'à sa mort le 25 janvier 2016 pour protester contre les armes nucléaires.

## L'Ellipse
Le President's Park South, plus communément appelé l'Ellipse, est un parc de 210 000 m2 situé juste au sud de la Maison-Blanche. À proprement parler, l'Ellipse est le nom de la rue en forme d'ellipse d'un kilomètre de circonférence située dans la partie centrale du parc du Président. L'intégralité du parc est ouvert au public.
On peut y trouver :
- Un pavillon des visiteurs avec toutes les commodités et des rangers et des volontaires du National Park Service
- Le Boy Scout Memorial par Donald De Lue
- Bulfinch Gatehouses par Charles Bulfinch
- La Butt–Millet Memorial Fountain par Daniel Chester French
- Les Enid Haupt Fountains
- Le First Division Monument par Daniel Chester French
- Le Second Division Memorial par James Earle Fraser
- L'Original Settlers of the District of Columbia Memorial, par Carl Mose
- Le National Christmas Tree
- Le Zero Milestone, point zéro des distances routières aux États-Unis, situé au nord.

Plusieurs évènements annuels se tiennent dans l'Ellipse dont la reconstitution historique de Christmas Pageant of Peace, la reconstitution historique militaire de « Twilight Tattoo » et la cérémonie de remise des diplômes de l'université George Washington. C'est aussi le lieu pour la course aux œufs de Pâques de la Maison-Blanche et les visites des jardins de la Maison-Blanche. Sous les auspices du National Park Service, le Réseau des anciens étudiants de la capitale (the Capital Alumni Network), de personnes du voisinage et des ligues militaires de sports, de nombreux tournois de softball et de flag football sont organisés.

## Histoire
En 1791, le premier plan du parc est dessiné par Pierre Charles L'Enfant. L'Ellipse était alors connue sous le nom de « the White Lot » à cause de la barrière en bois blanchi qui fermait le parc.
Durant la guerre de Sécession, les terrains de l'Ellipse et de l’encore inachevé Washington Monument servent de corrals pour les chevaux, mules et autres bêtes de bétail ainsi que de site de campement pour les troupes de l'Union.
Le Corps du génie de l'armée commence à travailler sur l'Ellipse en 1867. Le parc est aménagé en parc paysager en 1879 et des ormes d'Amérique sont plantés autour de la portion existante de la route. En 1880, le terrassement commence et l'Ellipse est créée sur ce qui était devenu un dépotoir. En 1894, la route de l'Ellipse est éclairée par des réverbères électriques.
En 1890, le Congrès autorise l'utilisation des terrains de l'Ellipse par différents groupes. On y voit ainsi des réunions religieuses ou des campements militaires. À la fin des années 1890 des terrains de baseball et de tennis sont créés dans le parc. Des évènements sportifs et diverses démonstrations se tiennent toujours sur l'Ellipse. Le sud du parc du Président passe sous la juridiction du National Park Service en 1933.
La veille de Noël, le président Calvin Coolidge lance une tradition toujours perpétuée depuis, en allumant le premier National Christmas Tree (« l'arbre de Noël national »). Le premier arbre, un sapin baumier a été érigée sur l'Ellipse par les écoles du district de Columbia. De 1924 à 1953, des arbres existants à divers endroits autour ou à la Maison-Blanche furent décorés et éclairés la veille de Noël. En 1954, la cérémonie retourne à l'Ellipse et est complétée par le Christmas Pageant of Peace (« Reconstitution historique de Noël pour la paix »). De 1954 à 1972, des arbres coupés sont utilisés mais en 1973 une épinette du Colorado de York est planté pour cet usage sur l'Ellipse et un autre le remplace en 1978.
En 1942, durant la Seconde Guerre mondiale, le National Park Service autorisa la construction de casernements comme mesure urgente en temps de guerre. Ces casernements provisoires furent construits sur la partie sud du Old Executive Office Building et la totalité des terrains du First Division Monument. Les White House Barracks furent démolies en 1954.

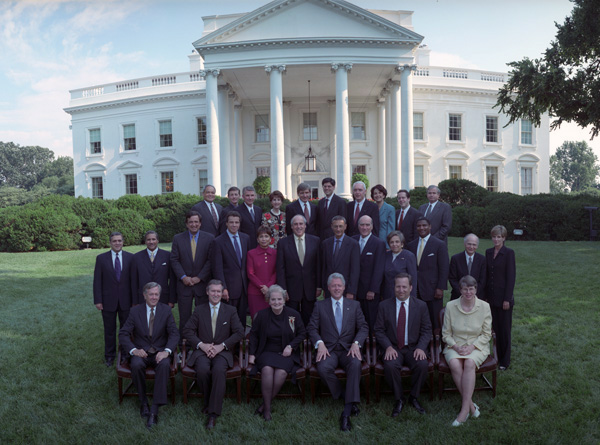
Le cabinet Clinton en 2000 dans les jardins de la Maison-Blanche.

Le pavillon des visiteurs fut ouvert sur l'Ellipse en mai 1994. Il sert de site d'informations et de premier secours mais aussi à la distribution des tickets pour accéder à des évènements spéciaux à la Maison-Blanche comme la course aux œufs de Pâques ou le tour de jardins organisés au printemps et à l'automne.

## Référence
- (en) The National Parks: Index 2001-2003. Washington, département de l'Intérieur des États-Unis.

## Source
- (en) Cet article est partiellement ou en totalité issu de l’article de Wikipédia en anglais intitulé « President's Park » (voir la liste des auteurs).